# ستيف كونستانزو
ستيف كونستانزو  (بالإنجليزية: Steve Constanzo)‏ هو لاعب كرة سلة أسترالي.